# Gruczoły przedsionkowe mniejsze
Gruczoły przedsionkowe mniejsze, gruczoły przycewkowe, gruczoły Skenego – leżące wewnątrz warg sromowych mniejszych gruczoły wytwarzające rodzaj ejakulatu.
Kobiety nie posiadają dokładnego odpowiednika prostaty, która jest częścią męskiego układu rozrodczego. Posiadają natomiast struktury homologiczne do prostaty, to znaczy rozwinięte z tych samych tkanek zarodkowych. Są nimi parzyste gruczoły przedsionkowe mniejsze blisko ujścia cewki moczowej.
Najnowsze badania wskazują na możliwość produkcji ejakulatu przez wszystkie kobiety, nawet jeśli nie są tego świadome. Wyrzucany lub uwalniany płyn nie jest moczem. Jest to ciecz o odczynie zasadowym, wydzielana przez gruczoły przycewkowe, które produkują antygen specyficzny dla prostaty (PSA) oraz sterczową kwaśną fosfatazę (PAP). Gruczoł Skenego produkuje też ludzkie białko 1 (ang. human protein 1, urine protein 1), o którym uprzednio sądzono, że wytwarzane jest jedynie przez gruczoł krokowy.
Rozmiary i struktura gruczołów przedsionkowych mniejszych mogą różnić się znacznie pomiędzy kobietami. Płyn, który produkują, jest podobny do płynu produkowanego przez gruczoł sterczowy u mężczyzn i podobnie jak u nich trafia do cewki moczowej, a w pewnych przypadkach może trafić do pochwy. Gruczoły wypełniają się płynem w czasie podniecenia seksualnego i można je wyczuć przez ścianę pochwy. Obrzęk tkanki otaczającej cewkę może wynikać z łącznego efektu wypełnionych płynem gruczołów oraz wypełnionego krwią ciała gąbczastego.
Wydaje się, że rytmiczne skurcze występujące w czasie orgazmu powodują wyrzucenie zgromadzonego płynu, który jest składnikiem kobiecego ejakulatu. Objętość uwalnianego płynu może być znaczna ze względu na powtarzające się napełnianie i opróżnianie gruczołów w czasie orgazmu.